# 1470
1470 (MCDLXX) var ett normalår som började en måndag i den julianska kalendern.

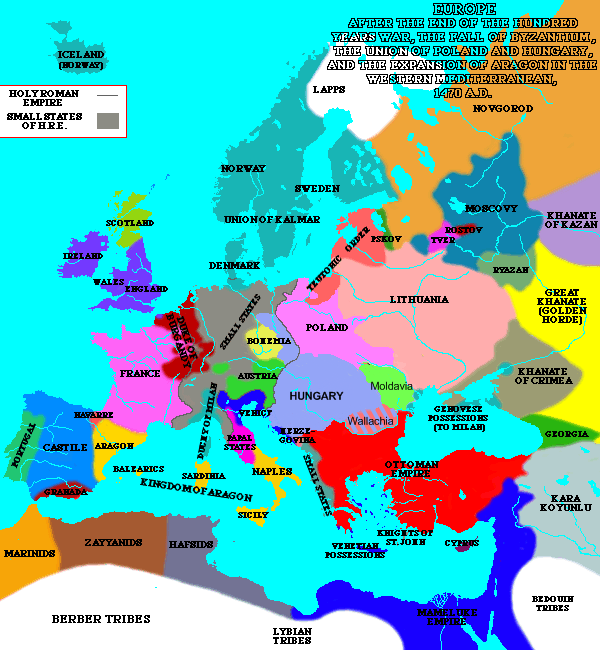
Europa år 1470.

## Händelser

### Januari
- 10 januari – Sten och Nils Bosson (Sture) besegrar upprorshären, dels vid slaget vid Kopparberget, dels vid Uppbo färja.

### Februari
- Slutet av februari – Svenskarna besegrar danskarna i slaget vid Öresten.

### Mars
- Mars – Sten Sture den äldre slår den danska hären i Västergötland. Härmed slutar kriget med Danmark.

### April
- 19 april – I brev till Lübeck och Danzig svär sig Karl Knutsson (Bonde) fri från ansvaret för kaperierna på Östersjön.

### Maj
- Början av maj – Karl Knutsson gifter sig med sin frilla Kristina Abrahamsdotter.
- 15 maj – Karl Knutsson dör och hans testamente läses upp. I det står att Sten Sture skall vara riksföreståndare och förmyndare för hans egen son, Karl Karlsson (Bonde).
- 16 maj – Sten Sture den äldre utropar sig till Sveriges riksföreståndare.

### Juni
- 1 juni – Sten Sture väljs till Sveriges riksföreståndare.

### Oktober
- 3 oktober – Henrik VI, som 1461 har blivit avsatt som kung av England och herre över Irland av tronpretendenten Edvard IV, återkommer och avsätter Edvard.
- 30 oktober – Henrik VI blir på nytt kung av England och herre över Irland, men får endast behålla titlarna i ett halvår. Våren 1471 blir han avsatt för gott av Edvard och blir mördad en månad därefter.

### December
- 21 december – São Tomé upptäcks av João de Santarem och Pêro Escobar, som gör anspråk för Portugals räkning.[1]

### Okänt datum
- Ericus Olai slutför Sveriges första historieverk på prosa, Chronica Regni Gothorum (Goternas rikes krönika).

## Födda
- 30 juni – Karl VIII, kung av Frankrike 1483–1498
- 2 november – Edvard V, kung av England och herre över Irland 9 april–25 juni 1483[2]
- Isabella av Aragonien (1470–1524), hertiginna av Milano.

## Avlidna
- 15 maj – Karl Knutsson (Bonde), Sveriges riksföreståndare 1438–1440, kung av Sverige 1448–1457, 1464–1465 och sedan 1467 samt av Norge 1448–1450[3]
- Maj – Tord Pedersson (Bonde), svensk ärkebiskop 1468–1469
- Félizé Regnard, fransk mätress.

### Fotnoter
1. ↑  World Statesmen (läst 3 april 2011)
2. ↑  Det hände i dag
3. ↑  Det hände i dag